# Palais Rusticucci-Accoramboni
Le palais Rusticucci-Accoramboni (également connu sous le nom de palais Rusticucci ou palais Accoramboni) est un palais de la Haute Renaissance reconstruit à Rome. Érigé par la volonté du cardinal Girolamo Rusticucci, il est conçu par Domenico Fontana et Carlo Maderno en réunissant plusieurs bâtiments déjà existants. Pour cette raison, le bâtiment n'est pas considéré comme un bon exemple architectural. Situé à l'origine le long du côté nord du Borgo Nuovo, après 1667, le bâtiment fait face au côté nord de la grande nouvelle place située à l'ouest de la nouvelle place Saint-Pierre, conçue à l'époque par Le Bernin. La place, nommée Piazza Rusticucci d'après le palais, est démolie en 1937-1940 en raison de l'érection de la nouvelle via della Conciliazione. En 1940, le palais est démantelé et reconstruit à un emplacement différent le long du côté nord de la nouvelle rue construite entre 1936 et 1950, qui relie la basilique Saint-Pierre et la Cité du Vatican au centre de Rome.

## Emplacement

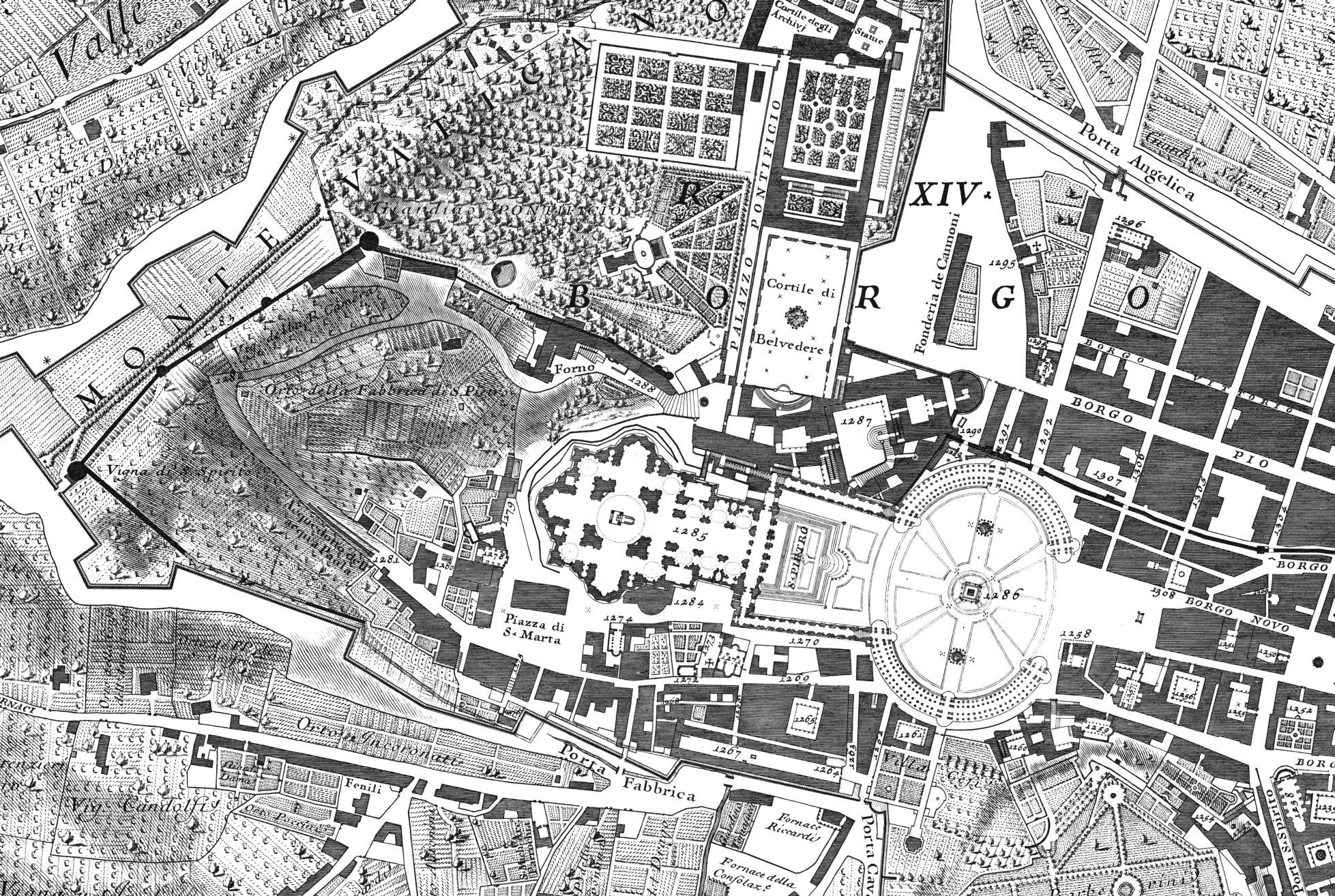
Position originale du palais Rusticucci (n. 1308), le deuxième bâtiment à l'est de la colonnade nord de Saint-Pierre, Nuova Topografia di Roma par Giambattista Nolli (1748).

Le palais est situé dans le rione du Borgo le long du côté nord de la via della Conciliazione, sa façade principale étant orientée au sud. Il appartient au même bloc que le Palazzo dei Convertendi, un autre bâtiment Renaissance démoli à la fin des années 1930 et reconstruit dans les années 1940 à l'est de celui-ci. À l'ouest, la via Rusticucci le sépare des propylées nord délimitant la place Piazza Pio XII (qui occupe à peu près la même place que l'ancienne Piazza Rusticucci) et faisant face à la place Saint-Pierre. Le côté nord du bâtiment borde deux autres édifices Renaissance reconstruits du Borgo : le palais Jacopo da Brescia et la maison du médecin de Paul III.

## Histoire

### Renaissance et baroque

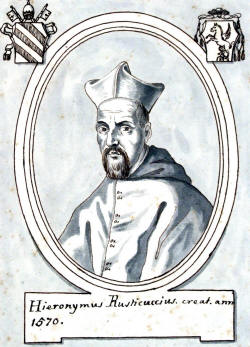
Cardinal Girolamo Rusticucci, premier propriétaire du palais.

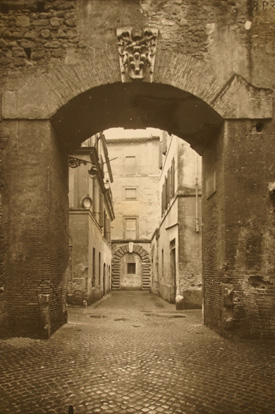
Arrière du Palazzo Rusticucci (lbâtiment en arrière-plan avec portail à bossages) vu du Vicolo del Farinone, avec le passetto di Borgo au premier plan, avant la démolition du quartier (vers 1930). Les armoiries au-dessus de l'arc sont celles du pape Pie V Médicis.

Girolamo Rusticucci, secrétaire du pape Pie V qui en 1570 le nomme cardinal de Santa Susanna alle Terme di Dioclezien, achète un palais situé presque au bout de la via Alessandrina (la route nommée plus tard Borgo Nuovo) dans le Borgo, le 31 mars 1572. Cet édifice, qui appartenait autrefois à Roberto Strozzi, représentant de la famille des banquiers de Florence, avait été vendu en 1567 au pape Pie V, qui en fit immédiatement don à son neveu Paolo Ghislieri. Ce dernier le vend au cardinal cinq ans plus tard avec l'accord du pape. Afin d'agrandir son bâtiment, Rusticucci achète également plusieurs maisons à proximité. La négociation en vue de leur acquisition  ne se termine pas toujours avec succès : une vieille femme refuse de vendre sa maison, obligeant l'architecte à l'intégrer dans le palais agrandi ;  la femme et ses héritiers y vivent jusqu'à ce qu'ils la vendent au propriétaire du Caffè San Pietro, l'un des plus anciens cafés de la ville. L'opposition farouche d'un autre propriétaire oblige le cardinal à renoncer à étendre le bâtiment à l'est jusqu'au Borgo Sant'Angelo, bien que les travaux aient déjà commencé. Un puissant bossage angulaire, érigé à l'angle entre le Borgo Sant'Angelo et le Borgo Nuovo, témoigne jusqu'en 1937 de l'intention de Rusticucci. Plusieurs années se sont écoulées après l'acquisition du palais de Ghislieri, lorsqu'en 1584, Rusticucci confie la tâche de concevoir un palais plus grand à l'architecte Domenico Fontana. Après le départ de Fontana à Naples qui, après la mort de Sixte V et le bref intermède d'Innocent IX , n'a pas réussi à gagner la faveur du pape Clément VIII, les travaux sont achevés par son neveu Carlo Maderno,.Au début du XVIe siècle, l'une des maisons antérieures au palais abritait une osteria ; à la fin des années 1510, Raphaël, qui à cette époque peignait les loggias du Vatican, déjeunait souvent avec ses aides dans une pièce arrière de ce restaurant. Les artistes discutaient souvent des problèmes de travail pendant le déjeuner, esquissant différentes solutions sur les murs de la pièce. Lors de la construction du palais, l'osteria est restée en place et les propriétaires ont toujours conservé les murs de cette pièce.
Vers 1630, le palais abrite pendant une brève période le Collegio Nazareno, l'une des plus anciennes écoles de Rome, fondée à l'époque par Joseph Calasanz, actuellement dans la Via del Bufalo, dans le rione de Trevi.
Les héritiers des Rusticucci vendent le bâtiment à Mario Accoramboni, membre d'une famille de la petite noblesse qui a émigré de la ville ombrienne de Gubbio à Rome,. Les représentants de la famille acquièrent un rang élevé dans l'Église et dans la ville : Ottavio est évêque de Fossombrone et d'Urbino, Roberto légat apostolique à Ferrare, et lors de l'épidémie de 1657, le propriétaire du palais, Roberto Accoramboni, reçoit la tâche (personnellement donnée par le pape Alexandre VII ) de défendre le Borgo contre la peste. En 1667, l'érection des colonnades de la place Saint-Pierre par Le Bernin oblige à démolir le dernier bloc de maisons devant la nouvelle place, situé entre les rues du Borgo Vecchio et du Borgo Nuovo : ce bloc est nommé « isola del Priorato », car l'un de ses bâtiments abrite le prieuré des Hospitaliers de l'ordre de Saint-Jean de Jérusalem. La démolition crée une nouvelle grande place, qui est délimitée du côté nord par le palais Rusticucci. « Vestibule  »de la place Saint-Pierre, elle tire son nom de l'édifice. En 1775, dans un magasin au rez-de-chaussée est fondé le Caffè San Pietro, l'un des plus anciens cafés de Rome.

### Âge moderne
Le 4 mars 1902, le palais devient le siège de l' Institut historique belge et est peu après acquis par la Congrégation pour l'évangélisation des peuples. En 1940, à cause de la construction de la via della Conciliazione, il est démoli et partiellement reconstruit la même année sur un dessin de Clemente Busiri Vici, représentant d'une dynastie romaine d'architectes.
Les activités commerciales dans le palais sont connues par les décrets d'expropriation : en 1937, deux boutiques étaient actives le long de la piazza Rusticucci vendant des articles religieux ; le rez-de-chaussée du bâtiment abritait un bureau de tabac, une boulangerie, une pâtisserie et un restaurant.
La boulangerie était à l'origine l'osteria susmentionnée où Raphaël avait peint ses croquis. Vers le milieu du XIXe siècle, un zouave papal est tué dans ce restaurant, qui, en conséquence, est fermé par les autorités. Lors de la réouverture de la boutique, quelques années après la prise de Rome le 20 septembre 1870, accueillant d'abord une pizzeria, puis la boulangerie précitée, les salles sont rénovées et tous les croquis sont perdus.

## Description

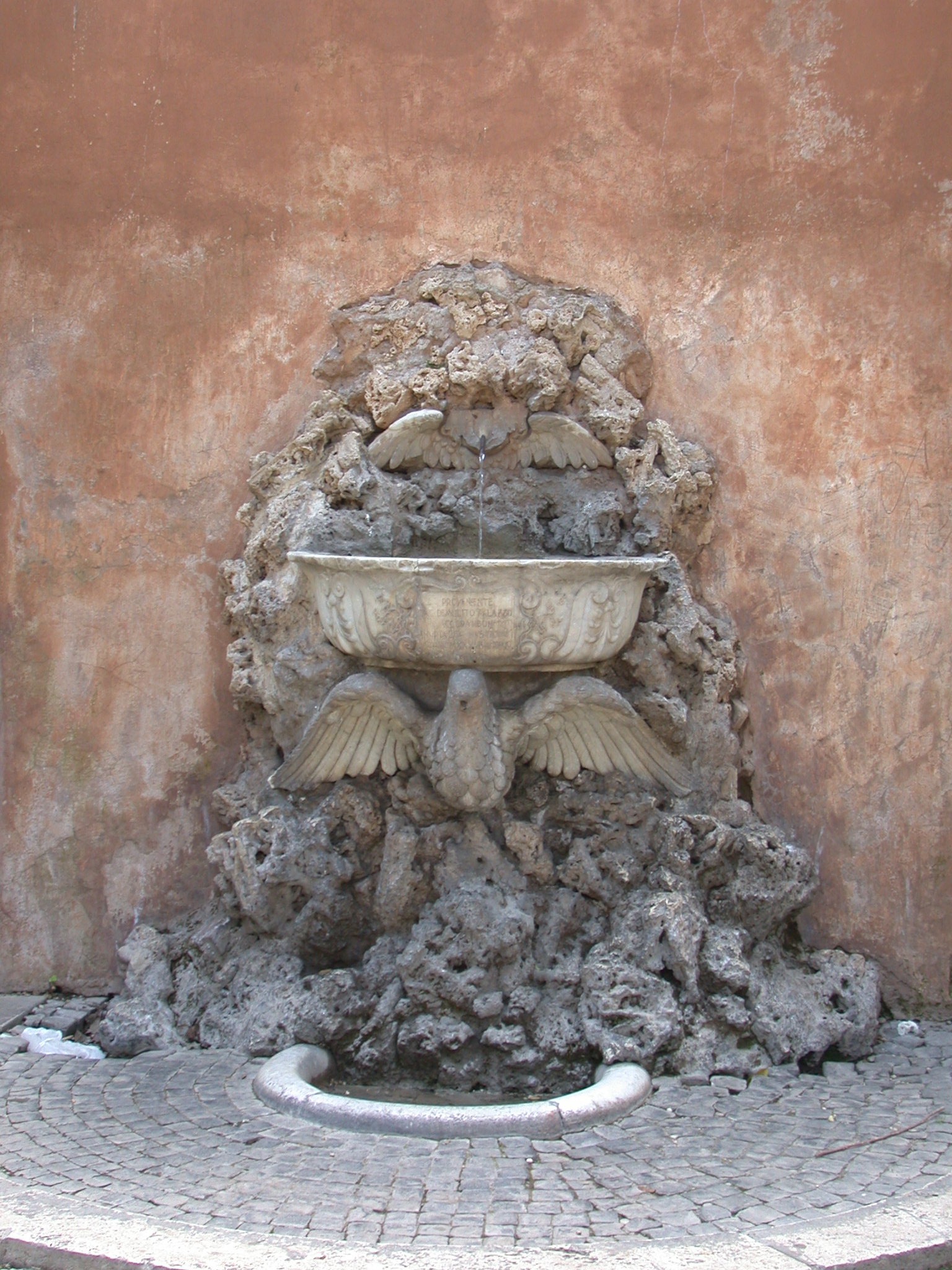
Fontaine du palais Rusticucci, aujourd'hui conservée dans le jardin de Sant'Alessio.

Le bâtiment d'origine avait une perspective harmonieuse et sans fioritures, connue par le plan de Rome d'Antonio Tempesta publié en 1593, lorsque le palais venait d'être terminé. Il comporte dix-sept fenêtres et trois étages. La façade le long de la via Alessandrina ressemble à celles des bâtiments contemporains, comme le palais Ruspoli, construit dans la via del Corso par Bartolomeo Ammannati. Issu de l'assemblage de plusieurs petites maisons, l'édifice est très long, surtout après l'adjonction d'une autre aile à l'extrémité ouest, le long de la via del Mascherino, soixante ans après la mort de Rusticucci en 1603,. Après cet ajout, le palais est unanimement décrit par les guides de la cité contemporaine comme « manquant de grâce ». Sa façade principale a un aspect monotone et modeste : elle mesure 83,35 mètres de long, avec trois étages et une mezzanine, vingt-deux fenêtres et un portail de style bugnato Sa superficie couvre 2 700 mètres carrés. À droite de l'entrée s'étend une cour rectangulaire avec trois ordres : dorique, ionique et corinthien. De l'autre côté se trouve une petite cour carrée, entourée d'un portique de style palladien.
Le bâtiment reconstruit est plus court, n'ayant que 13 fenêtres le long de sa façade et montre des briques apparentes. Les deux cours ont été reconstruites ; les corniches des fenêtres et le portail proviennent de l'édifice d'origine. Le palais abrite encore aujourd'hui (2016) le Caffè San Pietro, qui y a son siège depuis sa création.
Une fontaine érigée dans la cour du palais a été déplacée dans le jardin situé entre les basiliques Santi Bonifacio e Alessio et Santa Sabina sur la colline de l'Aventin.